# 悉尼大道

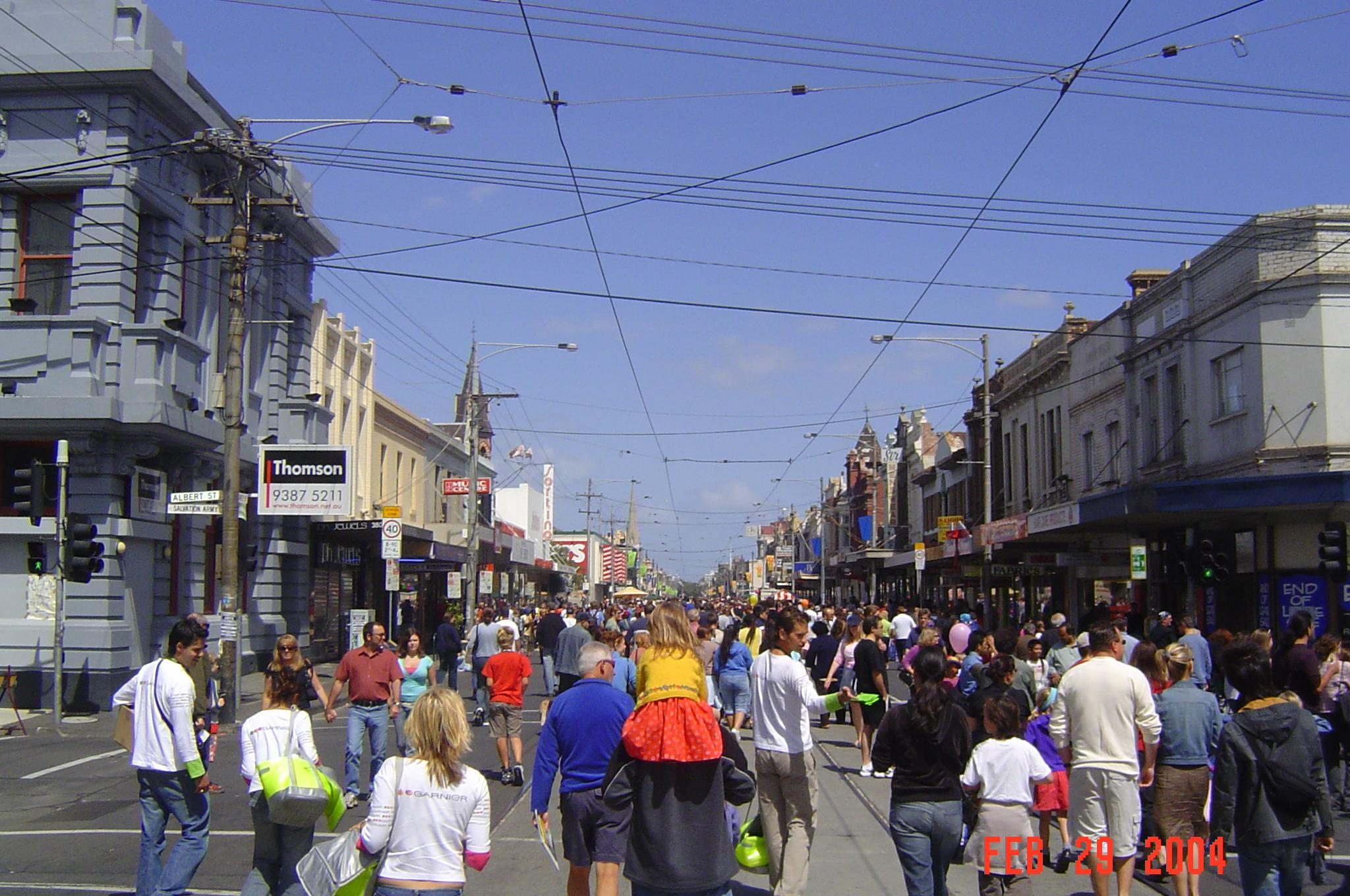
悉尼大道

悉尼大道（Sydney Road），是墨爾本市內的交通幹線，南北走向，由市中心沿休謨高速公路（Hume Highway）北上至澳洲維多利亞墨爾本的北郊。 雪梨路之南端與皇家巡行大道（Royal Parade）接壤。

## 相關
- 購物中心、餐館、咖啡店、服裝店、教會、社區中心。
- 雪梨路音樂節